# Jón Sigurðsson
Jón Sigurðsson (Hrafnseyri, 17 giugno 1811 – Copenaghen, 7 dicembre 1879) è stato un politico islandese.

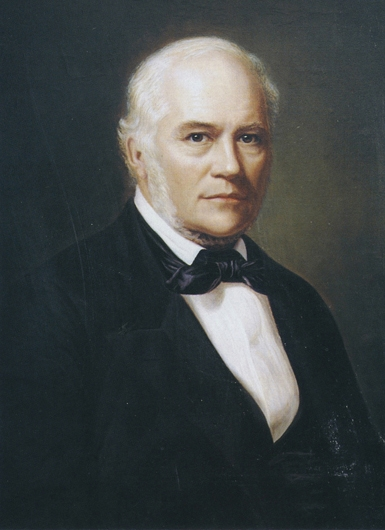
Ritratto di Þórarinn B. Þorláksson

Era leader del movimento di indipendenza islandese.